# Aeroportul Joya Andina
Aeroportul Joya Andina (IATA: UYU, ICAO: SLUY) este un aeroport din Potosí, Bolivia ce deservește zona Uyuni⁠(d).
Situat la o altitudine de 3.672 m, aeroportul dispune de o singură pistă.